# Colegio César Chávez

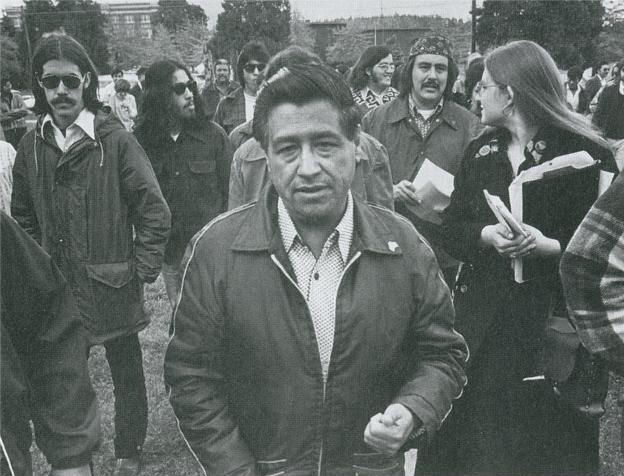
Cesar Chavez visita al Colegio Cesar Chavez, 1974.

El Colegio César Chávez fue en EE.UU. la universidad sin-paredes en Mount Angel, Oregon. La universidad lleva el nombre del mexicano-americano activista de derechos civiles César Chávez. El Colegio se fundó en 1973 y cerró sus puertas en 1983. El Colegio fue la primera universidad acreditada, independiente de cuatro años chicano en los Estados Unidos. En 1975 se concedió la condición de candidato de la Asociación Noroeste de Escuelas y Colegios. En 1977, el Colegio otorga títulos a veintidós graduados, un número superior al número combinado de chicanos que se graduó ese mismo año en la Universidad de Oregón y la Universidad Estatal de Oregón.

## Evolución

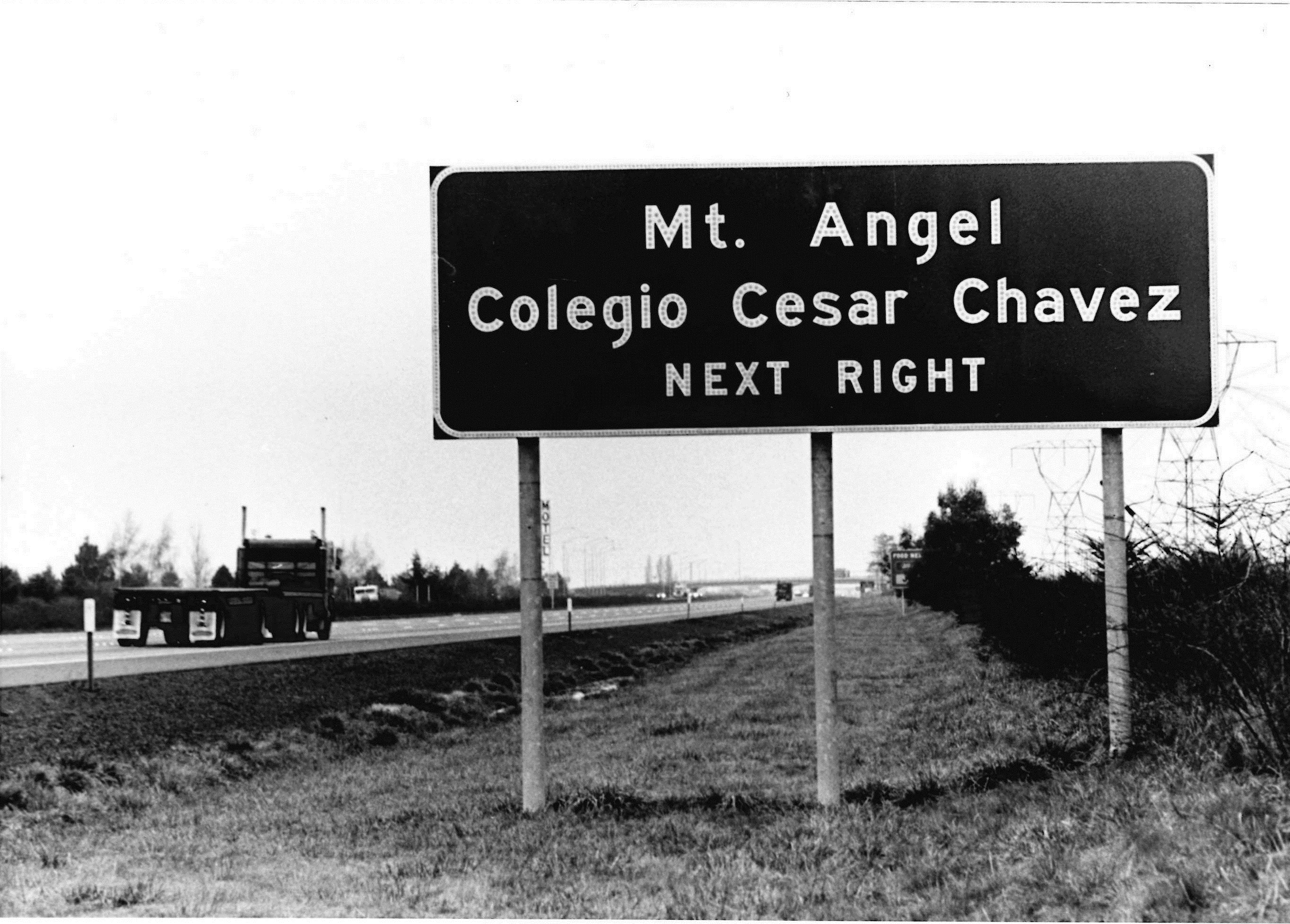
Señal que anuncia al Colegio César Chávez en Mount Angel, Oregón.

Para muchos miembros de la comunidad del Colegio, el evento campus más memorable se produjo el 16 de mayo de 1974, cuando César Chávez realizó su primera visita a la universidad. Más de 600 personas, la mayoría de ellos estadounidenses mexicanos, hacinados en Guadalupe Hall a ver y oír a Chávez. Chávez dedicó la mayor parte de su discurso a la lucha los sindicatos con los productores, por lo que su caso del boicot. Pero también habló de Colegio, confesando que, si alguien le hubiera dicho hace cinco años que los mexicano-americanos se han establecido su propia universidad en Oregón, habría pensado que estaban locos. ¿Quién sabe?, Agregó. Tal vez mañana habrá música mariachi en la Casa Blanca.
El Colegio César Chávez evolucionó de otras instituciones colegiales que habían existido en Mount Angel, Oregón durante casi un siglo. En 1888, la orden católica de las Hermanas Benedictinas fundada Mont. Ángel Academia. La Academia fue originalmente una academia charter mujer, pero más tarde se convirtió en una escuela normal en 1897 para capacitar a las mujeres para carreras en la educación. En 1947, el monte. Escuela Normal Ángel ha sido renombrado monte. Colegio del Ángel mujer y, con la acreditación de la Asociación de Acreditación del Noroeste, se concedió una licenciatura en ciencias en la educación primaria. En 1957, el monte. Colegio de Angel mujeres se convirtió en mixta y pasó a llamarse Monte. Colegio Ángel.
En 1966 Mt. Ángel Colegio se enfrenta a problemas financieros para los cuales recibió dos préstamos federales que utilizó para ampliar el campus. Dentro de los próximos siete años, el monte. Ángel Colegio se vio agobiado por una deuda de un millón de dólares y la matrícula bajo alumno. En 1977, Ernesto López se convirtió en Decano de Estudiantes de la montaña. Ángel College y Sonny Montes se convirtió en Director de Asuntos Étnicos y reclutador minoría. En 1972, el monte. Ángel universidad tenía un cuerpo estudiantil de sólo 250, sólo 37 de los cuales eran de ascendencia mexicano-americano.
Citando el monte. La inestabilidad financiera de Angel College y baja matrícula, la Asociación Noroeste de Escuelas y Colegios retiraron la acreditación de la universidad. A la luz de tales señales sombrías, la mayoría de los estudiantes y el personal salió de la universidad. Sonny Montes, Ernesto López, y otros cuatro decidieron intentar salvar la universidad mediante la reorientación de su enfoque. El 12 de diciembre de 1973, el monte. Ángel Colegio ha sido renombrado Colegio César Chávez. En 1975, el Colegio recibió la candidatura acreditación de la misma asociación que se había retirado el monte. La acreditación del Colegio Ángel. Colegio objetivo de crear una universidad de cuatro años completamente bajo el control de personal, principalmente de América mexicana o chicana, la ascendencia. Colegio también se estructuró en un modelo educativo experimental conocido como "universidad sin paredes" del programa.
Antes de decidirse por el nombre de "Colegio César Chávez", el personal había considerado otros tres nombres para la universidad: "Colegio Che Guevara", "Colegio Ho Chi Minh", y "Colegio Virgen de Guadalupe". El nombre de César Chávez fue elegido porque era una de las figuras clave en el movimiento chicano, a menudo la organización de boicots y protestas de los trabajadores agrícolas en California y, finalmente, a través de todo el noroeste del Pacífico. La mayoría de los mexicano-americanos en el noroeste del Pacífico había emigrado a la región durante la época de la Segunda Guerra Mundial en busca de trabajo como jornaleros.
"Los estudiantes fueron capaces de conseguir la ayuda de César Chávez en la renegociación de la deuda con HUD. Los militantes chicanos armar un personal y los estudiantes reclutados. Juntos fueron a fin de mes y que habían llegado más allá de los primeros pasos hacia la plena acreditación. Como voluntario, Les ayudé a obtener subvención del Decano de la educación bilingüe. También comencé un curso de educación internacional del estudio con México en el Colegio ". - José Ángel Gutiérrez

## Colegio Sin Paredes
Colegio César Chávez operado bajo el "Colegio Sin Paredes" modelo. Este modelo otorga a los estudiantes la posibilidad de participar activamente en su comunidad, para mantener el control de su propia educación, y para combinar sus estudios en el aula con la experiencia fuera del aula.
La Universidad sin Muros programa había sido establecido por la Unión para Experimentar Colegios y Universidades. Este formato permite la inclusión de una amplia gama de grupos de edad, animó a la participación y colaboración de los estudiantes, el personal y los administradores de la creación e implementación del plan de estudios. También se anima a los medios alternativos de evaluación. En este programa, los instructores fueron redefinidos como facilitadores en el proceso de aprendizaje. Además, el personal del Colegio, la administración y los estudiantes las relaciones se estructuran de acuerdo con un marco que Colegio denominado "La Familia", que significa "La Familia". Para ello, se alentó a los miembros de "familia" a participar en las decisiones que afectan a la universidad. Este marco requiere inevitablemente a los estudiantes a ser automotivados y para iniciar y llevar a cabo un curso independiente de la educación.
Fundación de la base educativa del Colegio consistió en el trabajo en cuatro áreas: Ciencias Sociales, Humanidades, Ciencias Naturales y Matemáticas; comunicaciones bilingües orales y escritas. A cada estudiante se requiere para completar quince horas de crédito en cada área, por un total de 60 créditos. Las transferencias de las zonas paralelas se le permitió. Los estudiantes también pueden recibir crédito por aprendizaje previo.

## Liderazgo
Desde sus inicios, el liderazgo del Colegio César Chávez estaba en un constante estado de flujo. En sus breves diez años Colegio fue servido por cuatro administraciones. Cada administración se enfrentó a crisis institucionales importantes. En 1973, Ernesto López, ex Decano y Presidente interino de la montaña. Ángel College, se convirtió en el primer presidente del Colegio. López mantuvo esta posición durante sólo un año. Tras la salida de López, el cargo de jefe administrativo fue alterado en un codirección. Sonny Montes fue nombrado Director de Administración. José Romero fue nombrado director de Académicos. La división en dos co-directores se hizo en un intento de aliviar las tareas abrumadoras que López había enfrentado.
Sonny Montes no poseen un grado avanzado, al igual que López, y tenía menos experiencia de trabajo en la educación superior que tenía López. La organización de las capacidades Montez 'y muchos contactos en el Movimiento Chicano había compensaciones. Fue durante la administración conjunta Montes Romero-que Colegio César Chávez recibió la candidatura acreditación el 18 de junio 1975 de la Asociación Noroeste de Escuelas y Colegios. Sonny Montes se retiró como administrador del Colegio en octubre de 1977, alegando motivos personales y económicos. Fue una invitación para formar parte de la junta directiva de Colegio, que él aceptó.
Salvador Ramírez siguió Sonny Montes, se convierte en principal administrador del Colegio en 1977 - Ramírez, quien realizó una maestría en la historia, había servido Colegio como profesor de historia, desde mediados de 1976 - Su experiencia laboral previa incluye trabajo con la Universidad de Colorado en Boulder y la Universidad del Estado de Washington . Durante el mandato de Ramírez, Colegio finalizó sus negociaciones con HUD. Ramírez renunció a su cargo en el Colegio en 1979.
Irma Flores Gonzales, anteriormente miembro de la junta y el personal tanto del Colegio, se convirtió en presidente del Colegio en 1979 - Gonzales celebró un BA en la educación y un M. A. en psicología. Fue durante el tiempo de Gonzales como presidente Colegio que enfrenta sus mayores desafíos: dificultad en el desarrollo y mantenimiento de una base financiera, la preparación Colegio de acreditación para junio de 1981, y la ampliación de la matrícula universitaria. Durante el tiempo de Gonzales como presidente, el personal del Colegio sucumbió a las luchas internas. En este punto, muchos activitists en el Movimiento Chicano habían desilusionado con el Colegio. Gonzales fue el último presidente del Colegio.
Comodidades
"Los ejemplos de muralismo en el Colegio César Chávez comprender una gran cantidad desigual .... Sutileza tiene poco lugar entre muchas de las imágenes simplificadas, audaces. Visiones de oro y turquesa de la serpiente poderosos dios Quetzalcoatl colindan pictografías primitivas en las que un buitre y un cráneo , lo que sugiere la muerte, se realiza a costa de figuras arrodilladas. Un inmenso cráneo expresionista se enfrenta a un espectador, las llamas se levantan de la cabeza de muertes como zarcillos se encrespan hacia el cielo. Los trabajadores laboran en un campo dominado por la presencia central de un grotesco espantapájaros,. una serpiente de cascabel y un águila preparan para la batalla El pasado, presente y futuro se unen en una forma potente de 8 pies de alto de representación de una figura arquetípica azteca, el dios omnisciente de tres cabezas que ve lo que fue, lo que es y lo que sea. El simbolismo se remonta a figuras similares descubiertos en una tumba precolombina cerca de Ciudad de México ".
Edificio del campus principal del Colegio César Chávez fue el edificio administrativo de dos plantas llamado Huelga Hall. Cuando se trataba de una parte de Mount Angel College, Huelga Hall fue conocido como Marmion Hall y fue utilizado como residencia universitaria para las mujeres. Huelga Hall fue el centro de la actividad del campus y fue donde se realizaron la mayoría de las clases. Las paredes de Huelga Salón estaban cubiertas con grandes murales de temática mexicana, algunos al estilo de Diego Rivera, otros son transcripciones de obras de arte antiguas azteca. En la sala principal de recepción había un mural del revolucionario argentino Che Guevara junto a la chimenea. Al norte de Huelga sala había dos edificios que servían como dormitorios para los estudiantes del Colegio.
Colegio también era dueño de dos casas. Directamente detrás de Huelga Hall fue el Centro de arte. El Centro de arte era una casa de campo de dos pisos en el estilo victoriano. Había sido construida a mediados de los años 1900 por la familia Bernt del monte. Ángel. Cuando Mount Angel Colegio tomó posesión de la casa Bernt, fue renombrado Studio San Benito. Bajo la propiedad del Colegio, la casa se conoce como el Centro de arte. El Centro de arte estaba vacía y sin utilizar durante la mayor parte de la existencia del Colegio hasta que en 1980 fue ocupada por la familia de Arthur Omar Olivo. Sr. Olivo fue el arquero recinto e instalaciones gerente de mantenimiento del Colegio César Chávez. Después de una pelea con el presidente de Colegio Irma González, la familia Olivo dejó vacante el Centro de arte en 1982, poco antes del cierre del Colegio. Al lado de la casa del arte se puso otra casa de dos pisos que se conoce como el edificio de la cerámica. Tanto el edificio de Cerámica y el Centro de arte fueron demolidas a mediados de la década de 1980.
En el otro lado de la calle principal, frente a la Huelga Hall, Colegio mantiene Guadalupe Hall, un edificio en honor de Nuestra Señora de Guadalupe.
Legado
"Estamos estableciendo una universidad chicano en una comunidad que había sido hostil a Cesar Chávez y lo que el nombre y el movimiento significaba, una comunidad que se ve de habla hispana más como trabajadores agrícolas y no como los estudiantes universitarios, una comunidad que le gusta conducir por . durante la noche y disparar balazos en nuestros signos Pero lo hicimos, y nos dimos a la comunidad - no sólo en la de el Valle de Willamette, sino en todo el estado -. algo para reunir alrededor Recientemente hice un viaje a Mt Ángel y descubrí. que, en cierto modo, sigue vivo. Los murales están todavía allí y el campus se encuentra en buenas condiciones. Las hermanas han vuelto a abrir como una residencia para los trabajadores agrícolas. Cuando veo que los edificios se están utilizando y que hay trabajadores agrícolas que viven en los dormitorios, y que no existen programas de formación pasando y que theres refugio allí, creo que wasnta causa perdida. " - José Romero, co-fundador del Colegio César Chávez
Tras el cierre del Colegio César Chávez, las instalaciones y los jardines quedaron sin uso y abandonadas desde hace varios años. Finalmente, un benefactor privado compró los antiguos terrenos e instalaciones Colegio y lo donó a sus dueños antes de Colegio, las Hermanas Benedictinas de Mt.. Ángel. Hoy en día, los antiguos terrenos e instalaciones Colegio se utilizan como St. Joseph Shelter. Poco después de recuperar la propiedad del antiguo edificio de Colegio, las Hermanas Benedictinas tenían todos menos un mural Colegio de la era pintado. El mural restante se titula "Escuela sin muros" y fue creado por Daniel Desiga. El mural representa una entrada de arco con vistas a un gran campo de fresas. El arco se ha interpretado como la representación de la universidad sin paredes programa del Colegio, y el vasto campo de fresas en el fondo es probablemente una referencia a los trabajadores de campo y el hecho de que muchos profesores y estudiantes de Colegio o habían trabajado en los campos o eran de familias que había sobrevivido a través de trabajo de campo. El mural se encuentra en la pared cerca de la entrada al antiguo edificio Colegio, a las afueras de la oficina de la recepcionista.
En su libro Colegio César Chávez, 1973-1983: Una lucha de los chicanos para la Educación la autodeterminación, a la fecha el único libro completo sobre el Colegio, autor Carlos Maldonado escribe que el Colegio se refiere a menudo como "la carrera más larga en la historia de la muerte" , y que el estudio del Colegio César Chávez "ayudar a los promotores de nuevas instituciones étnicas para plantear cuestiones de viabilidad, anticiparse a los problemas, y proporcionar orientación en la creación de instituciones nuevas y más sofisticadas." Maldonado dice que el personal del Colegio era pequeña y relativamente inexperto y por lo tanto preparados para los desafíos de comenzar un nuevo colegio. Finalmente, el personal sucumbió a las luchas internas. Maldonado también afirma que es difícil fomentar un sentido en el campus de la comunidad entre el personal y los estudiantes, porque Colegio fue un programa de la universidad-sin-paredes. El autor señala que el Colegio fue fundado en un momento de crisis en el activismo en el Movimiento Chicano. Colegio fue fundado durante un período de creciente conservadurismo político marcado por menos apoyo federal para los programas culturales. Colegio fue fundado en un pequeño pueblo rural cuya población en su mayoría no le gustaba predecesor de Mount Angel College Colegio y por lo tanto vio Colegio como una extensión de Mount Angel Colegio. La comunidad de los alrededores fue relativamente prejuicios contra los mexicano-americanos. Por último, el Colegio fue nombrado en honor de un hombre muchos propietarios de granjas locales encontraron controversial.
"Una de las pinturas más grandes en el colegio representa un interminable campo fértil en abundancia Al igual que con muchos de los murales, el sol es un componente importante,. Aquí, juega un poco más allá del horizonte, con la calidez general y la seducción de la imagen lo que sugiere la promesa de un amanecer inminente en lugar de una puesta de sol. La escena se ve a través de un portal de oro situada en un patio en el primer plano y puede representar, como sugiere PSU Cabello, la oportunidad que es posible que el inmigrante en el norte. La pintura se apoya en otro portal - la entrada principal al edificio colegio - proporcionando un contraste irónico con la promesa efímera de oportunidades consagrado en la operación de colegios ".
En su página web la Sociedad Histórica de Oregon escribe, "estructurado como una" universidad-sin-paredes ", más de 100 estudiantes tomaron clases en Estudios Chicanos, el desarrollo de la primera infancia y la educación de adultos. Problemas financieros y administrativos significativos causados Colegio para cerrar en 1983 - Su historia representa el éxito de un movimiento de base ". En una entrevista con la Oregon Public Broadcasting, Joseph Gallegos, un miembro de la facultad a principios del Colegio César Chávez, afirma que durante los años 1970 y 1980 ", el Colegio fue un símbolo fundamental de nuestra presencia, la presencia latina aquí en el estado, y creo que tratando de llamar la atención sobre el problema del Colegio estaba tratando de dirección, que los latinos no estaban recibiendo a través de las instituciones de cuatro años ". Estados sindicato Campesinos de César Chávez no está presente en el estado de Oregon. En cambio, el principal sindicato de los trabajadores agrícolas en el estado de Oregon es Pineros y Campesinos Unidos del Noroeste. Las reuniones que condujeron a la formación de PCUN se celebraron en el Colegio César Chávez. El fundador de PCUN, el fallecido Cipriano Ferrel, asistió Colegio Cesar Chávez.
"Sería difícil argumentar que el Colegio César Chávez jugó un papel importante en la historia de la educación superior EE.UU. .... Como un símbolo, sin embargo, era muy importante. Durante cinco años, la lucha del Colegio de supervivencia era un recurrente en primera plana noticia en el noroeste del Pacífico, y sus dirigentes llegaron a ser bien conocidos por el público .... Aunque había algo más en el movimiento chicano en el noroeste del Pacífico a mediados de la década de 1970 que la lucha del Colegio, ninguna otra componente de ese movimiento atrajo tanto la atención del público ". Mayo, Glenn Anthony. "Montes Sonny y Activismo americana mexicana en Oregon." Oregon State University Press. 2011 - Página 164 - ISBN 978-0-87071-600-3.
En un artículo titulado "El USS No Violencia: Truly honor de César Chávez", Víctor Paredes escribe que Cesar Chávez se preocupaba mucho por la educación. Paredes concluye: "Así, el mayor honor que puede haber recibido durante su vida fue la apertura del Colegio César Chávez en Oregon."